# 塞西尔·罗兹
塞西尔·约翰·罗兹，PC（英語：Cecil John Rhodes，1853年7月5日—1902年3月26日），英裔南非商人，矿业大亨与政治家。1890年至1896年間出任英国开普殖民地总理。罗兹是英國帝國主义的擁戴者，從屬於他的不列颠南非公司在當時控制了今日的津巴布韦及赞比亚地区，並在境内成立了以其命名的罗得西亚殖民地。他當時曾经構思過一項贯通南北非，連接开罗及开普敦的铁路基建計劃，以维系當時英国遼闊的非洲殖民地。該铁路大部分路段皆順利完峻，惟苏丹至乌干达路段，由于苏丹战争的緣故，一直未能动工。經歷了半個世紀，直至1964年，北罗得西亚并入了赞比亚共和國。在1980年，剩下來的南罗得西亚亦宣佈独立，並成立了津巴布韋共和國，该地区的殖民歷史就因此告一段落。
罗兹非常熱衷於教育事業，南非的羅得斯大學（Rhodes University）就是以罗兹为名。罗兹设立了罗德奖学金。此外，他是世界鑽石業垄断集团—戴比尔斯的创始人。这间公司现时的毛坯钻石销售额占了全球销售额的40%，在以往一度占全球销售额的90%。
历史学家理查德·A·麦克法兰（Richard A. McFarlane）称罗兹为“不可或缺的南非与大英帝国历史参与者，其地位如同乔治·华盛顿或亚伯拉罕·林肯之于美国历史......19世纪末的南非历史，大部分都由塞西尔·罗兹书写。”

## 童年

### 英国
罗兹于1853年7月5日出生于英格兰赫特福德郡毕晓普斯托福德。他是弗朗西斯·威廉·罗兹（Rev. Francis William Rhodes）与路易莎·皮科克·罗兹（Louisa Peacock Rhodes）的五子。罗兹的父亲是国教会副主教，以报道时间从未超过10分钟为荣。他有一个担任军官的兄弟，也叫弗朗西斯·威廉·罗兹。
罗兹在九岁时入读当地文法学校，但很快地在1869年因哮喘而退学。据巴兹尔·威廉斯（Basil Williams）称，罗兹在“他父亲的眼皮底下继续读书……他的健康很差，他的家人开始担心他患上了結核，以前有几个家人得过这个病。他的父亲下定决心，要把他送到外国，经历一次旅程，到达一个更好的环境。赫伯特（Herbert，他的兄弟）已经在南非納塔爾（Natal）建立了一个种植园。所以，他出国乘船航往南非，到納塔爾会合赫伯特。旅程为期70天，他最终在1870年9月1日抵达目的地。首次踏足非洲的是一个瘦高、贫血、金发、害羞与举止含蓄的男孩。”罗兹的家人希望当地较为温暖的气候能改善他的健康。他的家人期望他能协助长兄赫伯特打理棉花种植园。

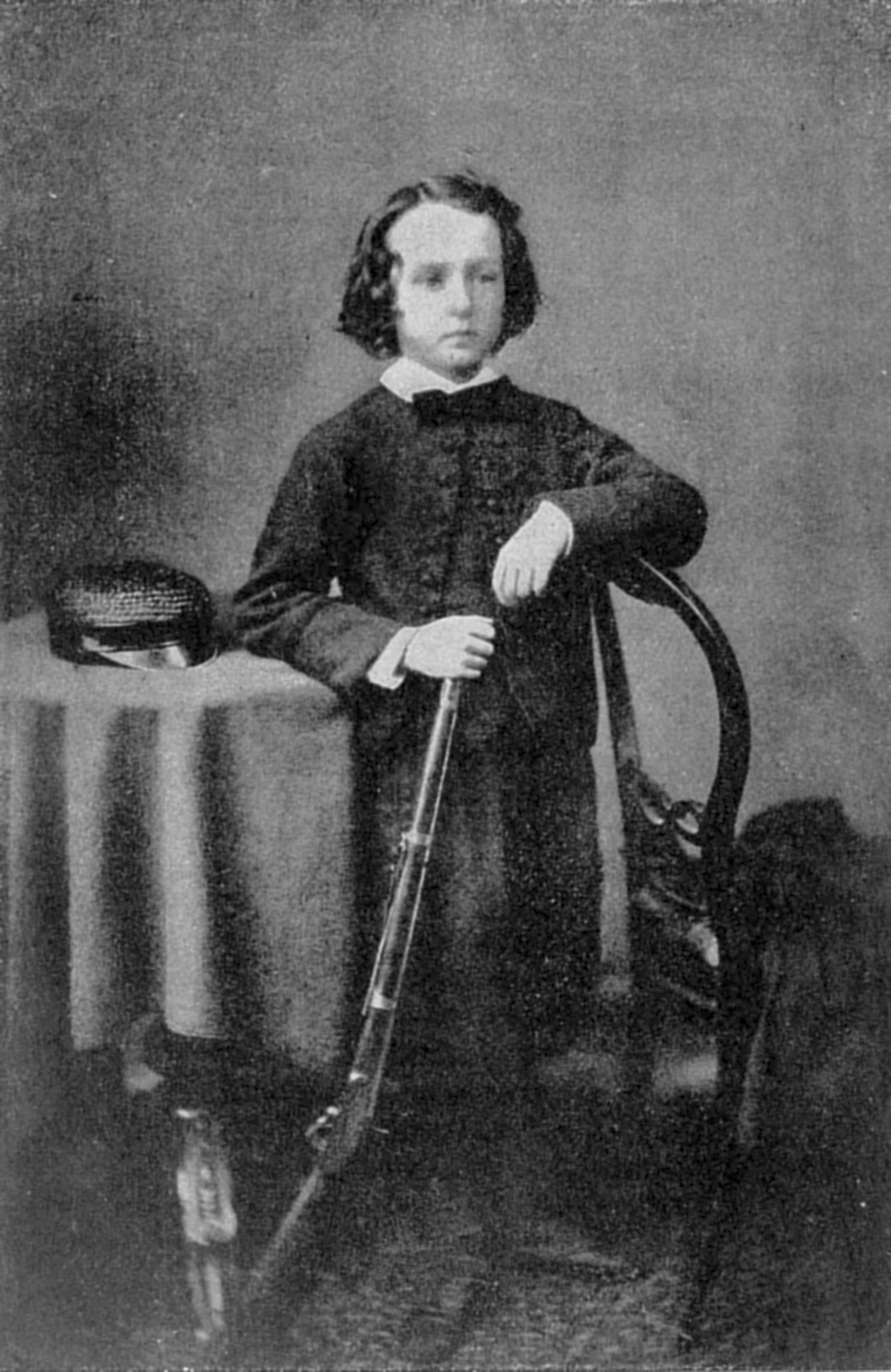
儿时的罗兹。

### 南非

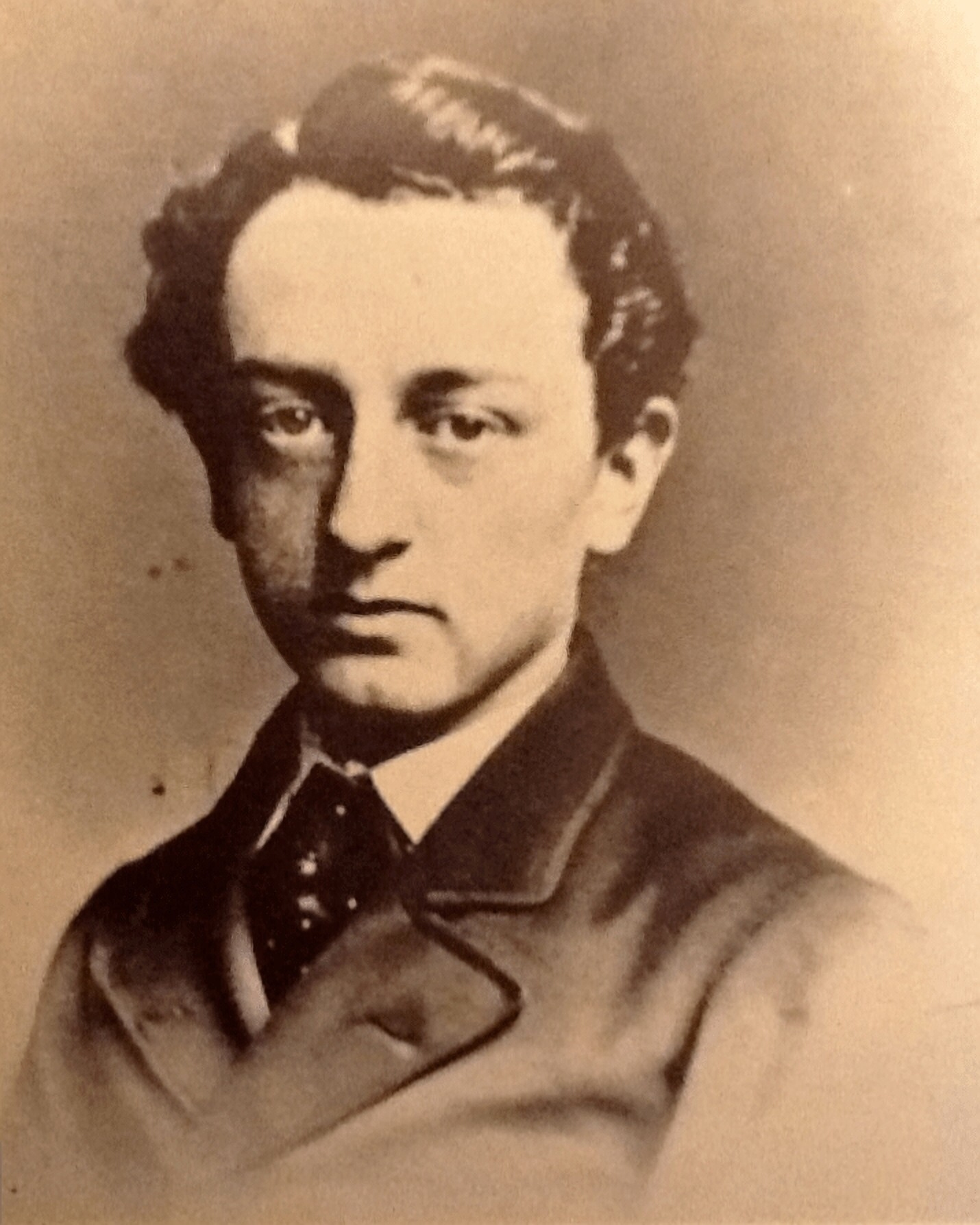
16岁时的罗兹。

初到非洲，罗兹靠姑妈苏菲亚（Sophia）借给他的钱维生。在探望了住在Pietermaritzburg的納塔爾測量總監（Surveyor-General of Natal）D·C·萨瑟兰博士（Dr. P.C. Sutherland），他开始对农业感兴趣。罗兹到了Umkomazi会合长兄赫伯特。当地不适宜种植棉花，他们的尝试失败了。
1871年10月，时年18岁的罗兹与长兄赫伯特离开納塔爾，去往金伯利钻石场。在N M Rothschild & Sons金援下，罗兹在接下来的17年里，一直在收购当地的小型钻石矿场。1889年，他与一间以伦敦为基地的辛迪加结成了战略伙伴关系，建立了他在世界钻石行业的垄断地位。双方同意操控世界钻石供应量，以维持钻石的高昂价格。罗兹监督长兄的工作，并以长兄的名义投机。在这段时间里，与他共事的有约翰·X·梅里曼、查尔斯·拉德（Charles Rudd）。两人日后成为罗兹在戴比尔斯、尼日尔石油公司（Niger Oil Company）的合伙人。
19世纪80年代，开普頓根瘤蚜灾情严重，多间葡萄园被毁。染病的葡萄都被挖出，原地种上新植物。当地农民正寻求一种可以替代葡萄的植物。1892年，罗兹资助了Nooitgedacht的拓荒者水果种植公司（Pioneer Fruit Growing Company）。这间公司由英国人哈利·皮克斯通（Harry Pickstone）开办，他曾经在加利福尼亚种植水果。珀西·莫尔蒂诺（Percy Molteno）才刚刚成功把冷藏商品出口到欧洲。1896年，在咨询了莫尔蒂诺的意见后，罗兹开始把注意力转移到水果出口业与Groot Drakenstein、威灵顿与Stellenbosch三地的农场上。一年之后，他买下了罗纳（Rhone）与Boschendal两个葡萄园，委任赫伯特·貝克爵士在当地设计建造一栋平房。罗兹的决定很明智，他的葡萄园很快发展为罗兹水果农场（Rhodes Fruit Farms），这个农场是今日开普敦水果业的中流砥柱。

### 教育

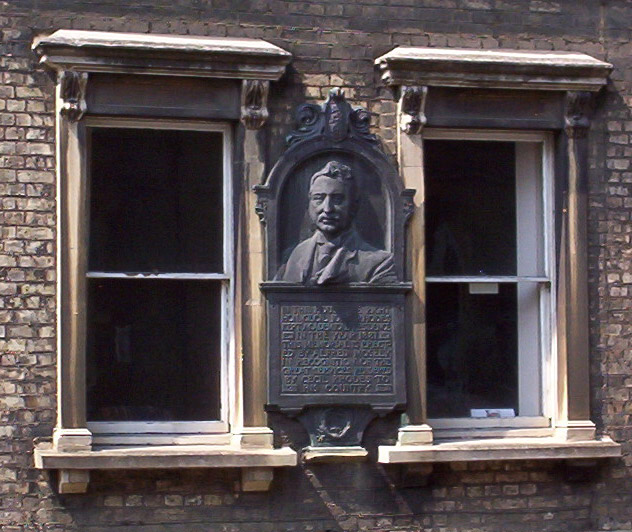
罗兹在牛津英皇爱德华街6号的故居，在地下一层有他的胸像。

1873年，罗兹把农场交给生意伙伴拉德打理，返国完成学业。他入读了牛津大學奧里爾學院。但罗兹在读了一个学期的书后，就再度出国了。在三年后，他才再度返国，继续学业。罗兹深受约翰·拉斯金在牛津大学的就职演说打动，拉斯金影响了罗兹对大英帝国的观点。他的同学有詹姆斯·罗奇福特·马奎尔（James Rochfort Maguire，后为牛津大學萬靈學院研究生，不列颠南非公司董事）、查尔斯·麦特卡夫等人。深造期间，罗兹开始推崇“牛津制度”。他设立奖学金也是出于这个原因：“无论是在哪一个行业 - 除了科学界 - 牛津人都在顶层。”
在这段时间里，他在Apollo University Lodge加入了共济会。罗兹个人虽然不赞同这个组织，但他一直是共济会会员。对共济会的失望，催生了他设立自己的、以扩张大英帝国为目的的秘密组织的构思。

## 钻石

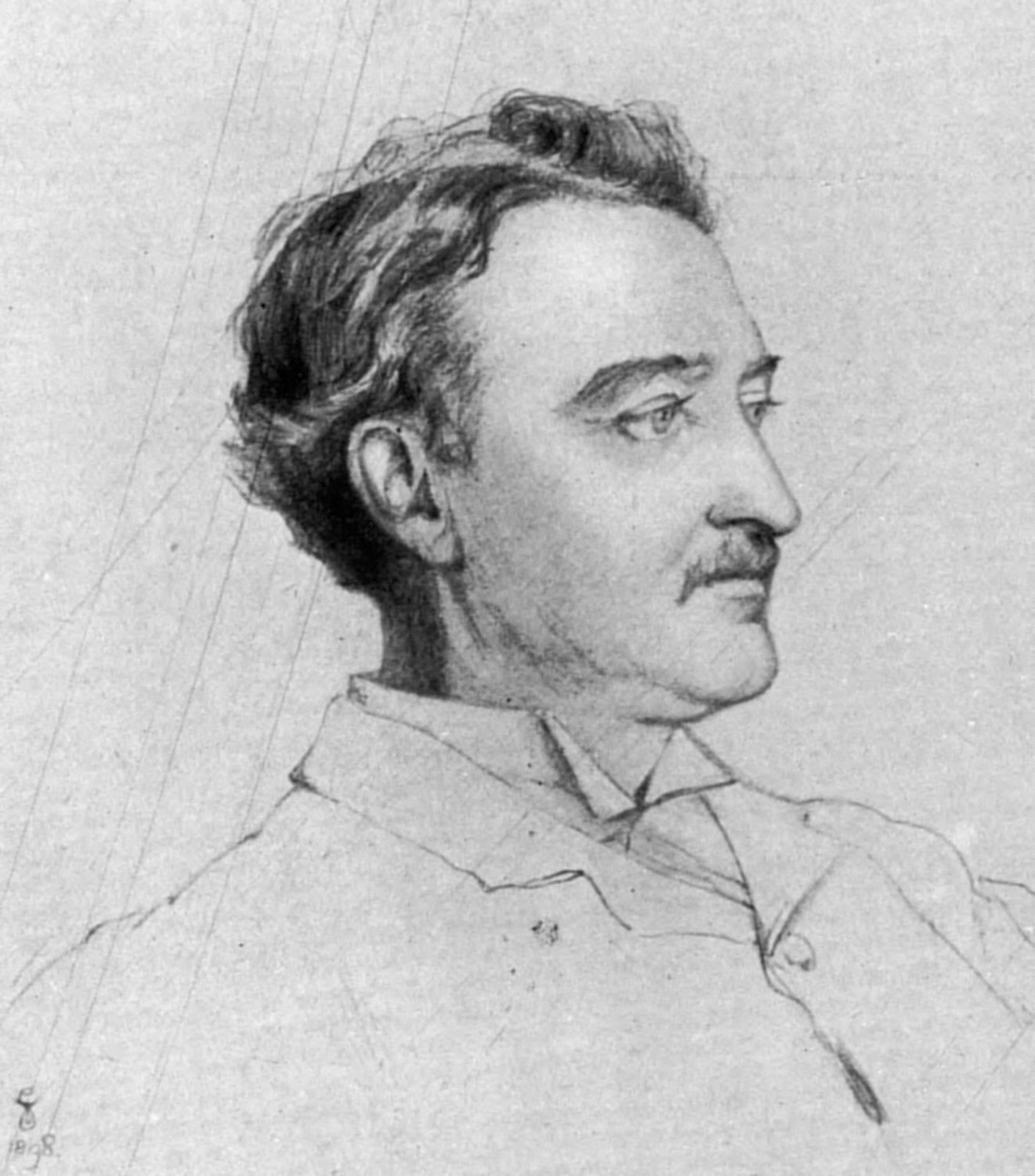
罗兹素描像，由维奥莱特·曼纳所绘。

深造期间，罗兹在金伯利的活动仍然很频繁。在出国之前，他与拉德从Big Hole搬迁到老德尔比斯（Vooruitzicht）。地名来自农民约翰内斯·尼古拉斯·德·比尔（Johannes Nicolaas de Beer）与其兄弟德瑞克·阿诺尔德斯（Diederik Arnoldus）。1839年，在购得Koranna首领David Danser的土地后，David Stephanus Fourie开始允许德·比尔家与其他阿非利卡家庭进入当地耕种。这个地区以莫德爾河为起点，一路沿Vet River北上，最后以法爾河为终点。
1874年-1875年间，钻石场的效益不容乐观，但罗兹与拉德坚持要留下，巩固他们在当地的利益。两人认为，在较为柔软、呈现黄色的岩层后，会有坚硬的、表明此地蕴藏着大量钻石的慶伯利岩。在当时，抽干矿井积水是十分困难的一件事。罗兹与拉德获得了一份合约，抽干三个主要矿井的积水。这时，还是小孩的吉姆·B·泰勒（Jim B. Taylor）首次遇见了罗兹。罗兹在返国深造时，与罗拔·登打士·嘉咸（Robert Dundas Graham）一起在牛津住。嘉咸后来入伙罗兹的生意，成为后者的生意伙伴。
1888年3月13日，罗兹与拉德成立了戴尔比斯矿业公司（De Beers Consolidated Mines），合并了多间公司。其资产当时价值200,000英镑。

## 南非政治
1880年，罗兹准备进入开普公共生活。1877年，约翰·查尔斯·莫尔蒂诺爵士（Sir John Charles Molteno）当政期间，Griqualand West并入了开普殖民地。当地在开普议会（Cape Parliament）占有六个议席。他选择参加西巴克利（Barkly West）议员选举，这是一个乡下选区，居民以布尔人为主。当地人民很忠心，虽然罗兹在詹姆森突袭（Jameson Raid）中选择了反对德兰士瓦，但是，他们仍然支持他，使他终身担任当地议员。
罗兹获选为议员时，议会的首要任务是为巴苏陀兰的未来出谋划策。戈登·斯普里格爵士为首的政府，努力在1880年的枪炮战争（Gun War）平息后重建当地秩序。政府出台新法律，解除非裔居民的武装。1890年，罗兹上台担任首相，引入多个有利于矿井、工厂所有者的法令。格伦·格雷法令（Glen Grey Act）间接将黑人驱离家园，为工厂腾出空间。获得选举权的黑人日益增加，罗兹的优势也逐渐丧失。为此，他提高了投票的要求，对开普敦投票资格（Cape Qualified Franchise）产生了巨大影响。罗兹还改革了教育制度。
罗兹的政策都是在配合大英帝国在南非的扩张，如棚屋税（Hut tax）。但他没有直接控制德兰士瓦的权力。罗兹经常反对德兰士瓦政府的政策。他相信，他能运用他的金钱与影响力推翻现时的政府，然后取而代之的是亲英政府。
1895年，罗兹支持了一次对德兰士瓦的突袭，即臭名昭著的詹姆森突袭。这个行动得到了英国殖民地大臣约瑟夫·张伯伦默许。行动遭到了灾难性的失败，罗兹被迫引咎辞职。他的长兄，上校法兰克·罗兹（Col. Frank Rhodes）被德兰士瓦政府控告叛国罪，差点被判死刑。这次行动还引发了第二次馬塔貝萊戰爭（Second Matabele War）与第二次布尔战争。

## 扩张大英帝国

### 罗兹与帝国要素

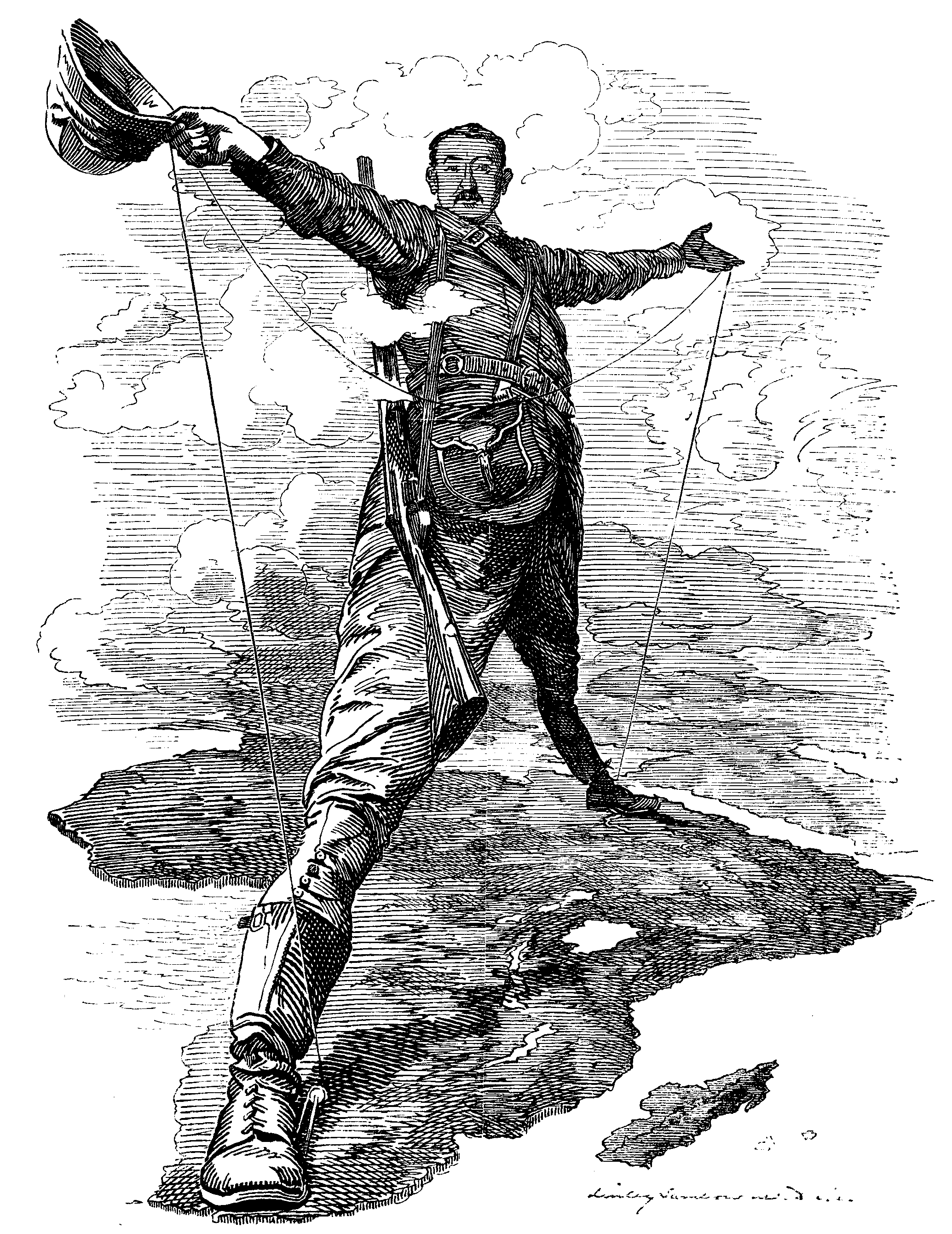
“巨人罗兹”，笨拙杂志讽刺漫画，在1892年罗兹宣布在开普敦与开罗之间铺设一条电缆的计划后推出。

罗兹运用他的财富与生意伙伴，如阿尔弗雷德·贝特（Alfred Beit），实现帝国梦想。他从当地酋长手中获得采矿特许权（Mineral concessions），企图拓展大英帝国在非洲的版图。与竞争对手相比，罗兹拥有不少优势：他资金宏厚，又有被称为“帝国要素”的政治优势。他利用与地方议员、英国专员的良好关系，签署了一系列独立但有联系的采矿特许权条约，组建英国的保护国。这种手法，既有合法性，又有安全性。罗兹战胜了众多对手。帝国扩张与资金投资携手并肩。
“帝国要素”，是一把双刃剑：罗兹不想把英国属土交给殖民地部的官僚管理，想把管理权交给英国移民、地方政治家与总督。这令许多英国人不满，也受到英国传教士的反对。罗兹赢得了这场斗争：他的财力胜过殖民地部，管理人员的薪酬由他支付，而不是殖民地部。他的举动不但增进了他自己的利益，还增进了英国的利益：阻止葡萄牙人、德国人乃至布尔人迁入中非。这些目标都通过取得采矿特许权达成。

### 条约、特许权与特许
罗兹试图获得马塔贝莱兰（Matabeleland）的采矿特许权，但遭到当地国王洛本古拉（Lobengula）的拒绝。1888年，他再度尝试，派出受到国王信任的传教士罗伯特·莫法特（Robert Moffat）之子约翰·莫法特（John Moffat）游说国王签署条约。莫法特的使者，弗朗西斯·汤普森（Francis Thompson）到马塔贝莱兰的都城布拉瓦约，向国王保证，在条约签署后，在当地挖矿的白人不会超过10个。国王听信了他的话，签署了条约。汤普森的承诺没有兑现，而且，根据条约，公司可以为采矿进行一切有必要的行动。国王后来才意识到条约的本质，企图推翻条约，但遭到英国政府的无视。
在取得马塔贝莱兰的采矿特许权后，1899年，罗兹的不列颠南非公司获得了英庭特许，可以统治在林波波河以北、大湖以南的土地，在当地组建警察部队，签署条约，获得特许权。此后，他在赞比西河以北签署了多个条约：在Barotseland与当地国王露弯尼克（Lewanika）签署了条约，在姆韦鲁湖与卡赞贝王国签署了条约（由阿尔弗雷德·夏普代理）。罗兹企图取得富矿的加丹加的采矿特许权（同样由夏普代理），但遭到当地统治者的拒绝，还遇上了与他一样残酷无情的竞争对手：比利时人踏着当地人的尸体，建立了刚果自由邦。
罗兹还想把贝专纳纳入公司的版图。但三位茨瓦纳国王，包括卡马三世（Khama III），启程前往英国，游说公众维持殖民地部的管理，不要把贝专纳交给罗兹，他们获得了成功。罗兹因此说：“被这些黑鬼完全打败是耻辱。”
因为苏格兰传教士积极争取终结奴隶贸易，所以，英国殖民地部决定由他们来管理英属中非。英国中非专员哈里·约翰斯顿爵士（Sir Harry Johnston）与他的继任人夏普都在协助罗兹，确保公司的东北领土的安全。约翰斯顿同意罗兹的扩张观点，但不亲近移民，不想与非洲人交易。

### 布尔战争

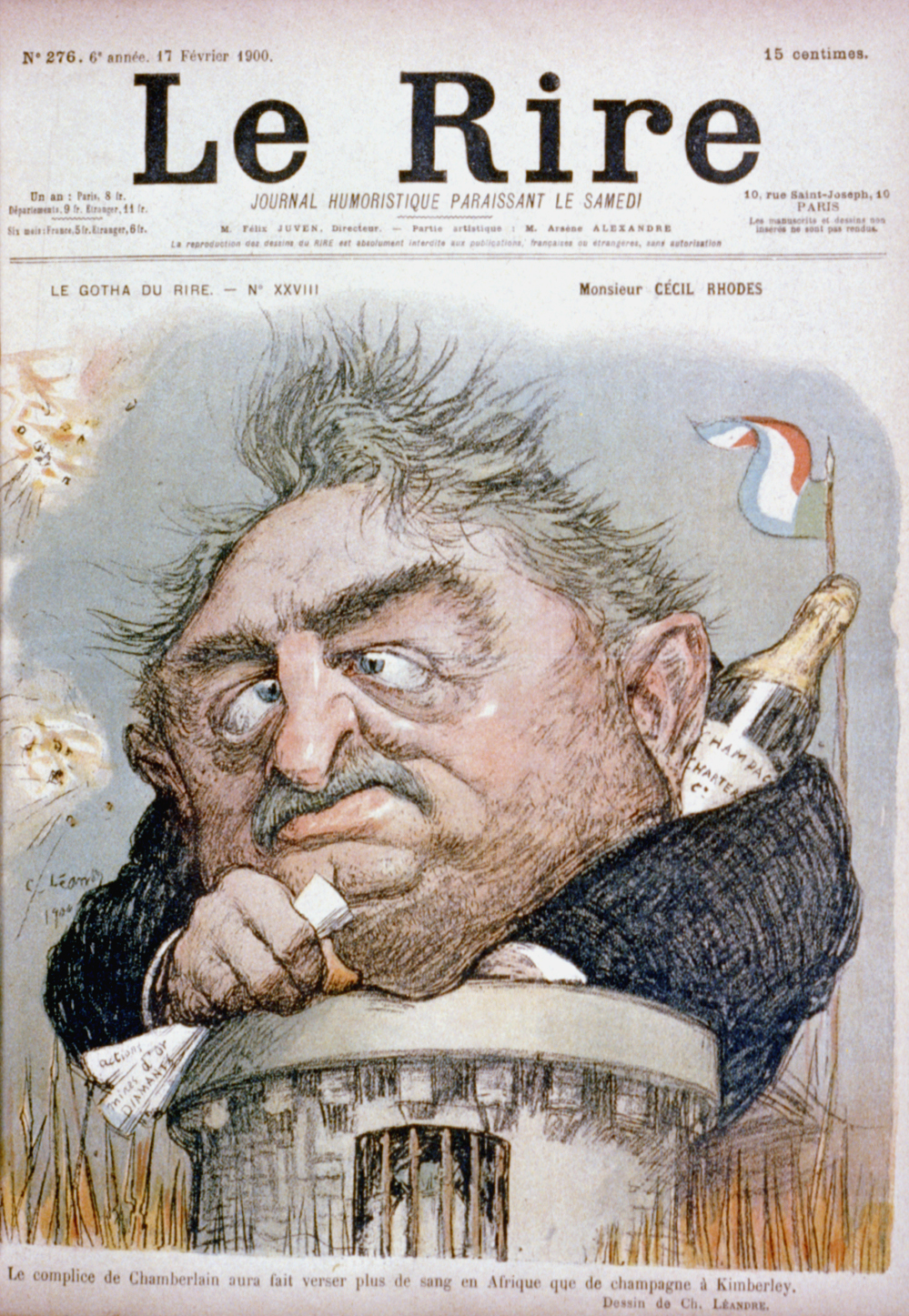
法国漫画，讽刺罗兹在战争期间被围困在金伯利。

在第二次布尔战争期间，罗兹到了金伯利，好计算政府动用资源保卫城市的政治风险。军方觉得他是个负累，觉得他令人难以忍受。陆军中校Kekewich（Lt. Col. Kekewich）就觉得他不能与军方配合。而罗兹则坚持要求军方采用他的计划，不应盲从命令。尽管双方存在分歧，但罗兹的公司还是协助了城防工作，比如提供食水、建造维修制冷设备、建造堡垒、制造了独一无二的“塞西尔长管炮”，还制造了一条装甲列车。他还运用自己的职位、影响力，游说英国政府出兵解围，在媒体上发放消息说城市的情况很危急。原本要攻打布尔城市的英军大部队最后派来了支援，为金伯利解围。

### 罗得西亚

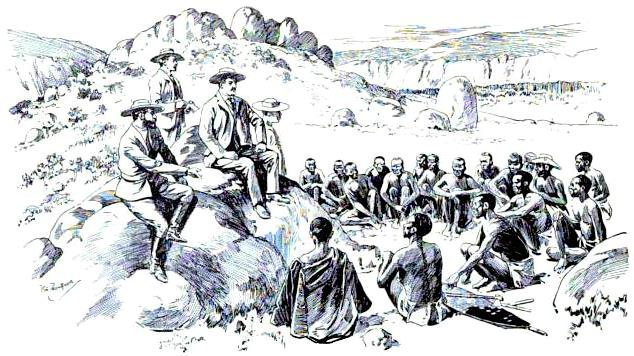
1896年，罗兹与恩德贝勒人在馬托博山和谈，由羅伯特·貝登堡所绘。

不列颠南非公司有自己的警察部队，即不列颠南非警察（British South Africa Police），以控制马塔贝莱兰与马绍纳兰（Mashonaland）。公司希望能发现又一个威特沃特斯兰德，开始发掘绍纳人（Shona）的古金矿。但当地的黄金蕴藏量很低，很多白人移民都改为耕田，而不是挖矿。恩德贝勒人与绍纳人分别在1893年与1896年起义反抗欧洲移民，均被公司警察击败。在美国人弗雷德里克·羅素·伯納姆杀害恩德贝勒人精神领袖Mlimo后，罗兹手无寸铁地走进恩德贝勒人要塞馬托博山和谈。他游说Impi放下武器，结束第二次马塔贝莱兰战争（Second Matabele War）。
1894年末，不列颠南非公司的领土被统称为赞比西亚（Zambesia），名从赞比西河。这片土地面积达1,143,000平方公里，在林波波河与坦噶尼喀湖之间。1895年，它的名称正式改为罗得西亚，说明了罗兹在当地移民之间很受欢迎，而且罗得西亚这个名字，在1891年开始就已经作为当地的非正式名称了。三年后的1898年，赞比西河以南的地区正式更名为南罗得西亚。而西北、东北罗得西亚两名则在1895年启用，两地后合并为北罗得西亚，即后来的赞比亚。
罗兹希望逝世后葬于马托博山。1902年，他在开普逝世后，遗体由火车运载到南罗得西亚。几位恩德贝勒酋长出席了葬礼。酋长请求取消鸣枪敬礼的仪式，因为他们认为，这个仪式会打扰亡者的灵魂。恩德贝勒人为他举行了当地皇家规格的葬礼，Bayete。罗兹最后葬于林达·斯塔尔·詹姆森（Leander Starr Jameson）等在第一次马塔贝莱兰战争中战死的英军士兵旁边。

### 连接开普敦与开罗的红线

1914年非洲地图，可见英国控制了开普到开罗的大部分地区。

大英帝国的许多国民，包括羅茲，都有一个梦想：在开普与开罗之间，连起一条红线。（在政治地图上，英国领土常以红色或粉红色表示）羅茲一直在扩张帝国在南非的领土。他与不少人都认为，实现这个梦想的最快方法是建造“连结领土、优化管理、加快军队应变速度、有益于移民、促进贸易”的開羅-開普敦鐵路。
实现这个梦想绝非轻而易举，法国在19世纪80年代也有一个战略，意图横跨非洲大陆，连结自身在西部与东部的殖民地。葡萄牙亦有自己的粉紅地圖計劃，同样企图连结自己在非洲东西两侧的殖民地。

## 逝世与影响
罗兹在南非政坛仍然有很大的影响力，其中南罗得西亚（现为津巴布韦）和北罗得西亚（现为赞比亚）均以他命名。他的健康一直很差。罗兹在16岁时离开英国，到南非去，就是为了舒缓心脏病。1872年，在返国途中，他的心肺疾病再次恶化，医生认为他只能再活六个月。回到南非后，罗兹的健康得到了改善。步入40岁后，他的心脏病日益严重，最后，在1902年梅森堡（Muizenberg）海边的一座茅屋里，他因心脏衰竭而病逝，享年48岁。政府安排了一场盛大的葬礼，把他的遗体用火车由开普运到罗得西亚，途经每一个站点都会停下来一段时间，让哀悼者前来哀悼。最后，罗兹被安葬在布拉瓦约以南约35（22英里）的World's View。墓地现为马托博国家公园的一部分。

### 罗德奖学金
在他的遗嘱裡，他希望后人能成立一个奖学金，即为罗德奖学金。这个奖学金，是世上首个国际研究计划（International study programme）。奖学金向英国殖民地、德国的学生开放，使他们有机会在牛津大学深造。

### 争议
罗兹的支持者认为他为南非带来了政治和物质基础设施。但是批评家们指出他从1890年到1896年担任开普殖民地总理的期间，当时他的政府通过提高投票的财务资格有效地限制了非洲黑人的投票权利。同时，他曾经说过：“我永远不能接受这样的立场，即我们应该因为他的肤色而取消一个人的资格。”
罗兹是一个狂热的帝国主义分子，他知道侵略和掠夺海外殖民地可以转嫁国内社会经济危机，维持本阶级的统治。因此，他歇斯底里地鼓吹侵略战争。有一次，他参加了伦敦一个工人区失业工人的集会，听到了充满“面包！面包！”的呼声，事后他赤裸裸地说：“为了使联合王国4000万居民避免内战，我们这些殖民主义政治家应当占领新的领土，来安置过剩的人口，为工厂和矿山出产的商品找到新的销售地区。我常常说,……要是你不希望发生内战，你就应当成为帝国主义者。”
罗兹曾经说：“我认为我们是世界上第一种族，我们居住的世界越多，对人类的生活就越好。”他最著名的愿望是能够在开罗和开普敦之间划出一条“红线”，在不离开英国领土的情况下修建横跨整个非洲大陆的铁路。罗兹在南非的经历使他被认为是19世纪典型的帝国主义者和种族主义者。
但即使在他的影响力达到顶峰之时，他在英国也颇有争议。其中最臭名昭著是他对1895年灾难性的詹姆森突袭的支持。在那次突袭中，一支小型英国部队试图推翻富有黄金的德兰士瓦共和国的非洲裔总统保罗·克留格尔。突袭促使第二次布尔战争爆发，成千上万人丧生。
2002年，英国公布100名对英国最伟大的人物名单中，罗兹不入其中，也反应出他在英国人心中的地位。由于罗兹在南非的争议，开普敦大学在2015年4月9日宣布拆除备受争议的罗兹雕像，引发英国学术界对罗兹的历史反思。罗兹的母校牛津大学和奥利尔学院的学生团体自2015年以来也展开主张拆除他的雕像辩论。

## 政治观点

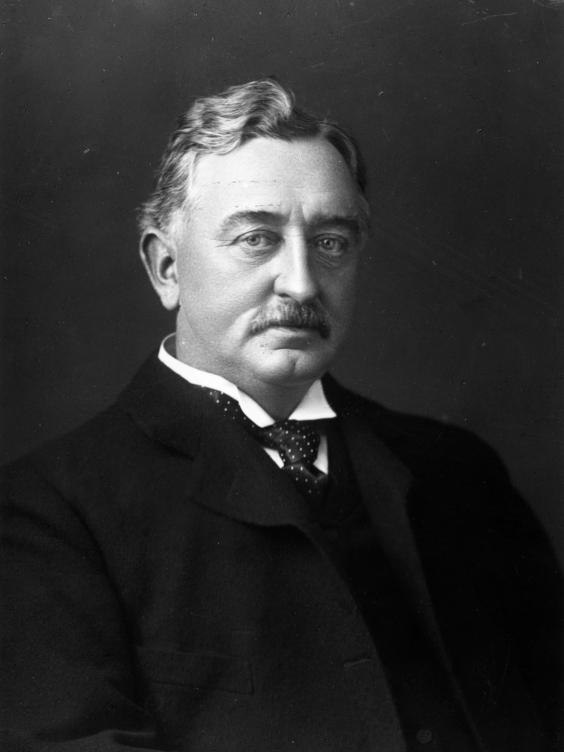
塞西尔·罗兹相片

罗兹之所以极力扩张大英帝国，是因为他相信盎格魯-撒克遜人命中注定要成就伟业。在遗言中，他对英国人说：“我坚持，我们是世上第一的种族的说法，也坚持我们占地越多，越有利于人类的说法。”罗兹希望大英帝国成为一个超級強權，所有以英裔为主流民族的国家，都是帝国的成员，当中包括加拿大、澳大利亚、新西兰与开普殖民地，在英国国会内都占有席位。他设立的奖学金，美国学生也可以申请，据他说，目的是在美国学生间培养亲英派，他日使美国重新加入大英帝国。因为罗兹尊敬德国人与德皇，所以德国学生也可以申请他的奖学金。他相信，世界最后会由英国、美国与德国统治，并会带来长久的和平。
在英国国内政治上，罗兹是自由党的支持者。他甚少涉足国内政坛，唯一一次是表态支持由查尔斯·斯图尔特·帕内尔所领导的爱尔兰国会党。罗兹为此耗费了巨额金钱，他支持的条件是自治的爱尔兰在英国国会要有代表席位。在布卢姆与一已为人妻的女子传出绯闻后，罗兹对他的支持仍然没有改变。
罗兹与大多数开普殖民地英国移民不同，他对荷兰移民比较宽容。他支持公立学校教授荷兰文，还为此借出贷款。罗兹担任首相时，废除了许多英国移民针对荷兰移民设立的法律障碍。他是荷兰移民、阿非利卡党党魁Jan Hofmeyr的好友，他也是在阿非利卡人的支持下当上总理的。罗兹主张扩大开普殖民地的政府，因为他喜欢地方自治，胜过伦敦的中央集权。

## 大众文化
- 马克·吐温曾在记行，Following the Equator中讽刺他，交代他是怎么得到第一桶金，这些都是虚构的。
- John Crowley的小说，Great Work of Time以他的所建立的秘密组织为主轴。
- 1936年的传记电影非洲的罗德斯即以他为题。
- 1996年，BBC推出了一个剧集，名为Rhodes: The Life and Legend of Cecil Rhodes，介绍他的一生。
- Wilbur Smith著有多部有关他的小说。
- 在James A. Michener的小说，The Covenant中，他是一个外围角色。
- 罗德纪念堂在加拿大剧集The Adventures of Sinbad中，被当成神殿。

## 注脚
1. 1 2  "Death of Mr. Rhodes", The Times, 27 March, 1902.
2. ↑  Martin Meredith. . New York: Public Affairs. 2007. ISBN 1586484737.
3. ↑  Richard A. McFarlane, "Historiography of Selected Works on Cecil John Rhodes (1853–1902)", History in Africa, Vol. 34, 2007, pp. 437 - 446.
4. ↑  Basil Williams. . London: H. Holt & Company. 1921. ASIN B0024DGB8Q.
5. ↑  并非板球运动员赫伯特·罗兹。
6. 1 2 3 4 5 6  Thomas, Anthony. . London Bridge. November 1997. ISBN 978-0312169824.
7. 1 2 3 4 5 6  Flint, John. . Little Brown and Company. November 1974. ISBN 0-316-28630-3.
8. ↑  Edward Jay Epstein. . Simon and Schuster. 1982  [27 November 2008]. ISBN 0-671-41289-2. （原始内容存档于2020-07-27）.
9. ↑  . Taylor & Francis. 2005  [2012-08-22]. ISBN 0-415-35048-4. （原始内容存档于2020-07-27）.
10. 1 2  . Boschendal Limited. 2007  [2012-08-22]. ISBN 978-0-620-38001-0. （原始内容存档于2011-06-29）.
11. ↑  Gerhard De Beer, Annemarie Paterson, Hennie Olivier. . Perishable Products Export Control Board. 2003. ISBN 9780620309677.
12. ↑  . Stellenbosch: Fruit and Food Technology Research Institute. 1971.
13. ↑  Desiree Picton-Seymour. . Struikhof Publishers. 1989. ISBN 978-0947458010.
14. ↑  A. G. Oberholster, Pieter Van Breda. . Human Sciences Research Council. 1987  [2012-08-22]. ISBN 0-7969-0539-8. （原始内容存档于2020-10-21）.
15. ↑  . sahistory.org.za.   [29 October 2011]. （原始内容存档于2011-06-06）.
16. ↑  . Apollo357.com. 14 February 1911  [29 October 2011]. （原始内容存档于2016-06-06）.
17. ↑  Eric Rosenthal. .
18. ↑  F. Orpen. .
19. ↑  . Government of the United Kingdom. 1879.
20. ↑  Robert I. Rotberg. . Oxford University Press. 1990  [2012-08-20]. ISBN 9780199879205.
21. ↑  . MyFundi.   [2012-08-21]. （原始内容存档于2011-09-13） （英语）.
22. 1 2 3 4  Neil Parsons. . London: Macmillan. 1993.
23. ↑  参见条目Msiri（英语：Msiri）。
24. ↑  Phelan, T. . Dublin: M.H. Gill & Son, Ltd. 1913  [2012-08-25]. （原始内容存档于2009-09-24）.
25. ↑  Thomas Pakenham. . Avon Books. 1992. ISBN 0-380-72001-9.
26. ↑  Roberts, Brian. . Cape Town: D. Philip in association with the Historical Society of Kimberley and the Northern Cape. 1976  [2012-08-25]. ISBN 0-949968-62-5. （原始内容存档于2020-07-27）.
27. ↑  J. Lee Thompson. . Fairleigh Dickinson Univ Press. 2007: 157  [2012-08-25]. ISBN 0-8386-4121-0. （原始内容存档于2020-07-27）.
28. ↑  Farwell, Byron. . W. W. Norton & Company. 2001: 539  [2012-08-25]. ISBN 0-393-04770-9. （原始内容存档于2019-12-30）.
29. ↑  "First Records - No. 6 The Name Rhodesia", Northern Rhodesia Journal, Vol. II, No. 4, 1954, pp. 101 - 102.
30. ↑  Gray, J.A. "A Country in Search of a Name", Northern Rhodesia Journal, Vol. III, No. 1, 1956, pp. 75 - 76.
31. ↑  Domville-Fife, C.W. . Bristol: Rankin. 1900: 89.
32. ↑  Cecil Rhodes & William Thomas Stead. . "Review of Reviews" Office. 1902.
33. ↑  Parkinson, Justin. . BBC News. 2015-04-01  [2020-06-28]. （原始内容存档于2021-01-27） （英国英语）.
34. ↑  . the Guardian. 2020-06-09  [2020-06-28]. （原始内容存档于2020-08-22） （英语）.
35. ↑  Robert I. Rotberg, Miles F. Shore. . Oxford University Press. 1988: 150  [22 June 2010]. ISBN 9780195049688. （原始内容存档于2014-12-28）.
36. ↑  现代人容易混淆两种不同的政府：罗兹所支持的地方自治政府，在当时称为“殖民主义”，而相反的、由母国直接控制殖民地的政府，当时被称为“帝国主义”。

## 进阶阅读
- Ziegler, Philip. . Yale: Yale University Press. 2008. ISBN 978-0-300-11835-3.
- Cecil Rhodes by Princess Catherine Radziwill - 古腾堡计划
- Robert I. Rotberg & Miles F. Shore. . Oxford University Press. 1988  [2012-08-30]. ISBN 0-19-504968-3. （原始内容存档于2014-01-03）.
- Vindex (F. Verschoyle). . Chapman and Hall, limited. 1900.
- Leasor, James. . Leo Cooper, James Leasor Limited. 1997, 2011  [2012-08-30]. ISBN 978-1-908291-28-8. （原始内容存档于2020-11-27）.